# أليسون رايت (دراجة)
أليسون رايت (بالإنجليزية: Alison Wright) هي دراجة أسترالية، ولدت في 2 نوفمبر 1980 في أستراليا.

## وصلات خارجية
- أليسون رايت على موقع أرشيف الدراجات (الإنجليزية)
- أليسون رايت على موقع إحصائيات الدراجات الإحترافية (الإنجليزية)
- أليسون رايت على موقع نسبة الدراجات (الإنجليزية)